# Burggraafschap Marsan

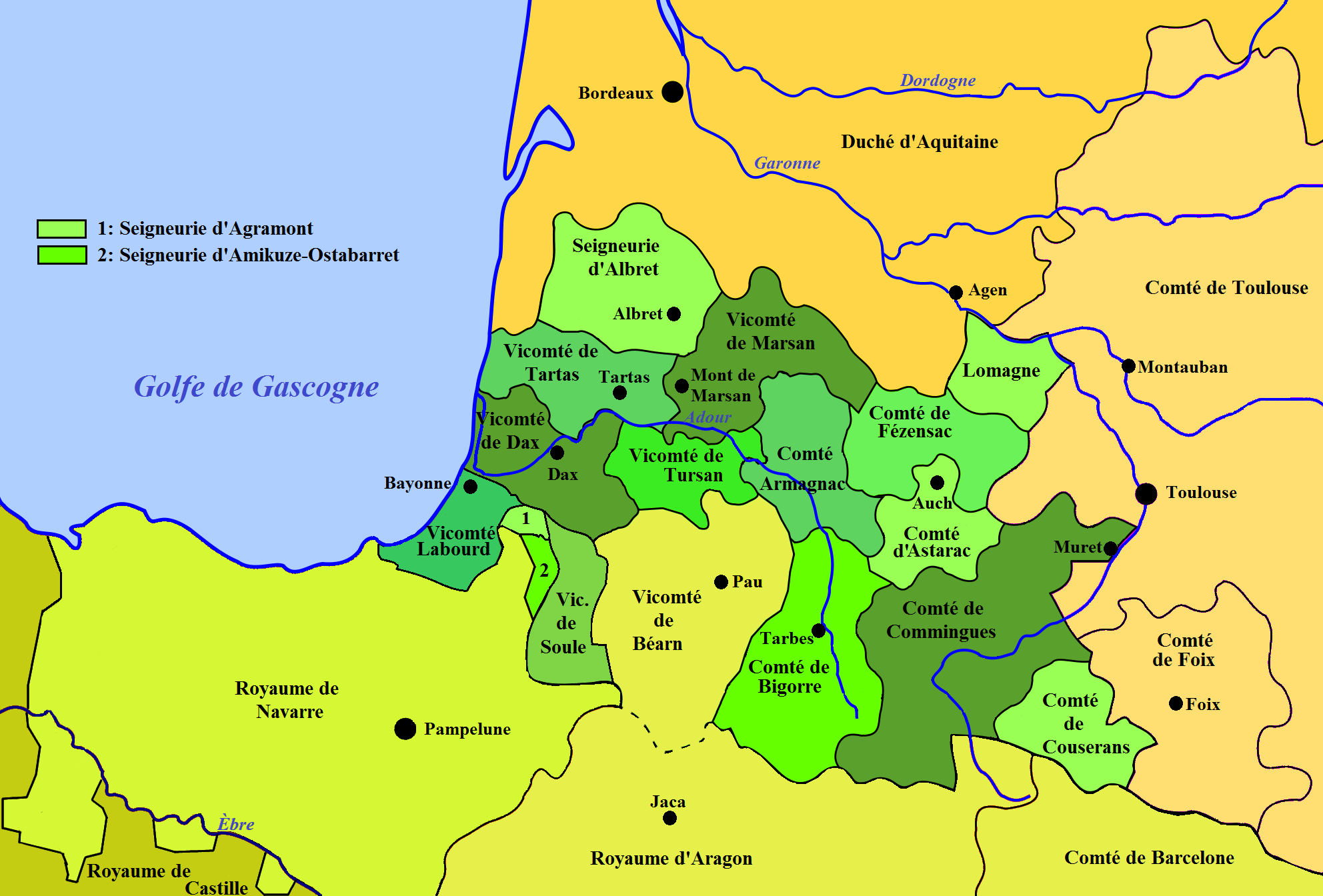
Feodale gebieden in Gascogne omstreeks 1150

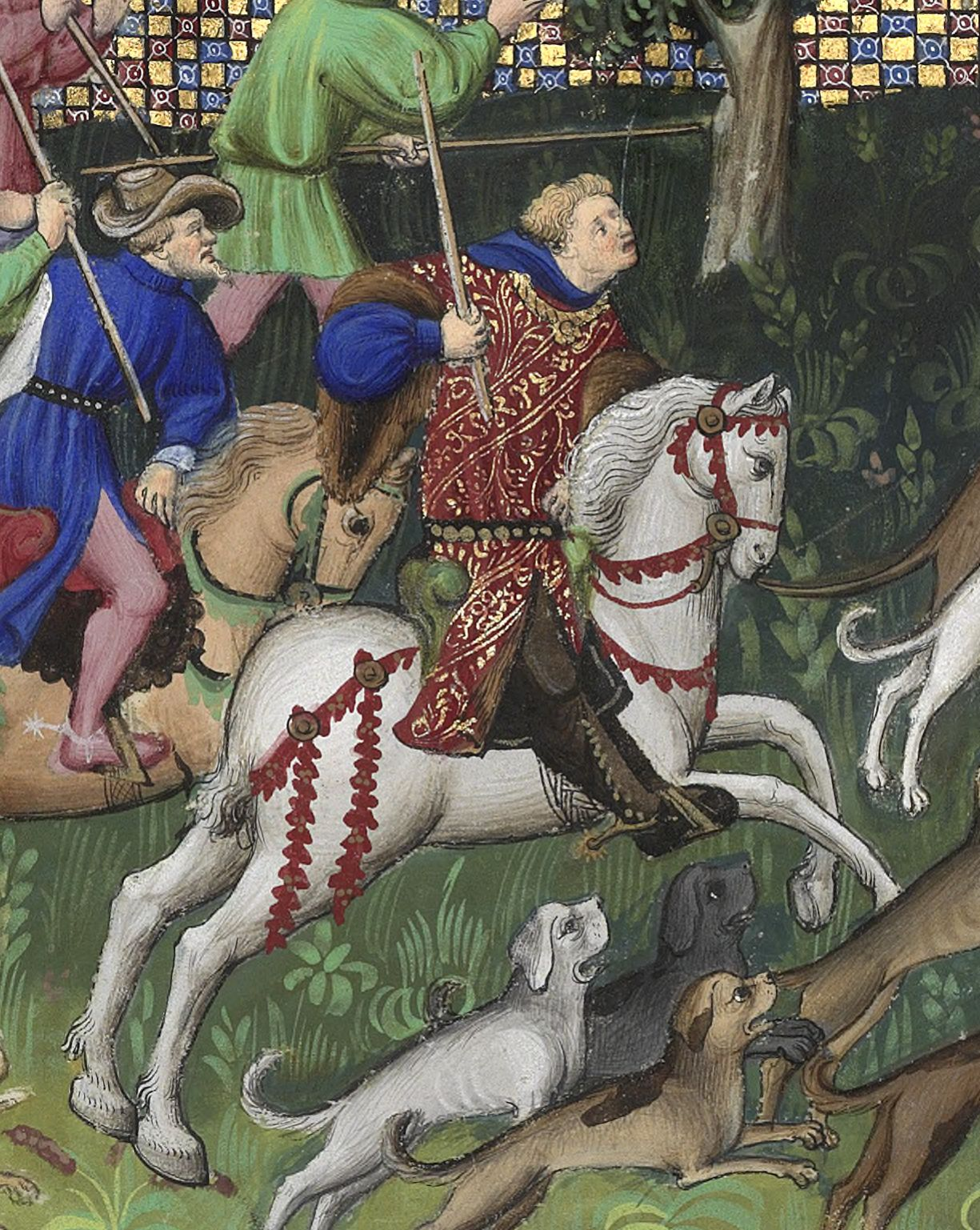
Gaston III van Foix-Béarn, burggraaf van Marsan

Het Burggraafschap Marsan (Frans: Vicomté de Marsan) was een burggraafschap in Gascogne. De burggraven van Marsan hadden vanaf de 12e eeuw hun residentie in Mont-de-Marsan. Vanaf de 15e eeuw voerden de koningen van Navarra de titel van burggraaf van Marsan en vanaf de 17e eeuw waren dit de koningen van Frankrijk.

## Geschiedenis
Het burggraafschap is ontstaan rond het jaar 1000. Het hing af van het hertogdom Gascogne tot 1064 waarna het overging naar het hertogdom Aquitanië. In 1118 trouwde Pierre de Lobanner, burggraaf van Marsan met Beatrix III van Bigorre en werd zo ook graaf van Bigorre. Marsan en Bigorre bleven zo ongeveer een eeuw met elkaar verbonden. Hij stichtte de stad Mont-de-Marsan en bouwde er zijn kasteel. 
In 1240 huwde Mathe de Mastas met Gaston VII de Moncade, burggraaf van Béarn. Elf jaar later, bij het overlijden van haar moeder, werd Mathe burggravin van Marsan en werden zo de burggraafschappen Marsan en Béarn met elkaar verbonden. Marguerite, een dochter van Gaston en Mathe, werd door huwelijk gravin van Foix. In 1252 erfde zij de burggraafschappen Marsan en Béarn.
In 1453 bij het einde van de Honderdjarige Oorlog ging Marsan met de rest van het hertogdom Guyenne over naar het koninklijk domein. In 1481 viel Marsan onder het koninkrijk Navarra toen Frans I van Foix, burggraaf van Marsan en Béarn, zijn grootmoeder opvolgde als koning van Navarra. De koningen van Navarra bleven verder de titel voeren van burggraaf van Marsan. In 1607 werd Hendrik IV van Navarra koning van Frankrijk en voortaan werd burggraaf van Marsan een titel gevoerd door de Franse koning. Na de Franse Revolutie werd het burggraafschap afgeschaft en kwam het gebied te liggen in het departement Landes.